# Cathédrale Saint-Pierre-et-Saint-Paul de Pala
La cathédrale Saint-Pierre-Saint-Paul, de Pala est le siège du diocèse de Pala au Tchad. La nef et le chœur provisoire de la future église-cathédrale ont été bénis le 11 octobre 1960.
L'ancienne cathédrale sert désormais de local au Centre Diocésain d’Information et d’Accompagnement des Malades.
Des travaux sont envisagés en 2013, notamment la couverture de l'aire de prière.